# Indonéz férfi jégkorong-válogatott
Az indonéz férfi jégkorong-válogatott Indonézia nemzeti csapata, amelyet az Indonéz Jégkorongszövetség (indonéz: Federasi Hoki Es Indonesia) irányít. Első mérkőzésüket 2017. február 20-án játszották. 2023-ban csatlakoztak a nemzetközi mezőnyhöz, amikor részt vettek a divízió IV-es világbajnokságon és a legjobb helyezésüket is ekkor érték el, amikor az 55. helyen (4. hely a divízió IV csoportban) végeztek. 2024-ben ismét az 55. helyet szerezték meg (3. hely a divízió IV csoportban). 

## Eredmények

### Világbajnokság
- 1920–2016 – Nem tagja az IIHF-nek.
- 2017–2019 – Nem vett részt
- 2020 – Törölve a Covid19-pandémia miatt[3]
- 2021 – Törölve a Covid19-pandémia miatt[4]
- 2022 – Nem vett részt
- 2023 – 55. hely (4. a Divízió IV-ben)
- 2024 – 55. hely (3. a Divízió IV-ben)
- 2025 – 56. hely (4. a Divízió IV-ben)